# Nerius pilifer
Nerius pilifer är en tvåvingeart som beskrevs av Fabricius 1805. Nerius pilifer ingår i släktet Nerius och familjen Neriidae. Inga underarter finns listade i Catalogue of Life.